# Rettungskorb

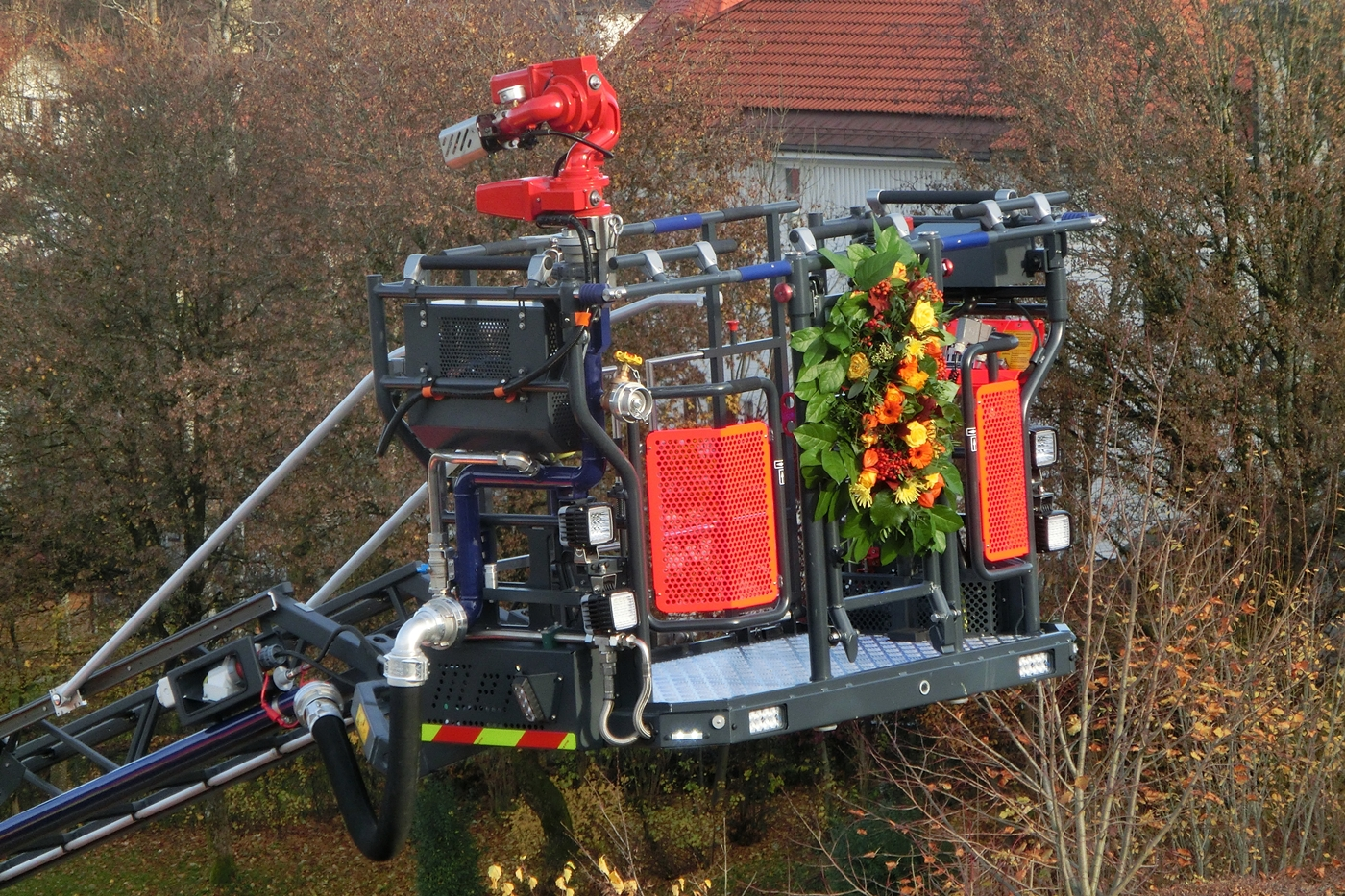
Geschmückter Rettungskorb bei der Weihe einer neuen Drehleiter

Als Rettungskorb bezeichnet man heutzutage meist aus Metall konstruierte Körbe als Teil der Ausrüstung von Rettungsfahrzeugen. Rettungskörbe werden bei Rettungsorganisationen wie der Feuerwehr, Grubenwehr, Höhlenrettung, Höhenrettung oder Bergrettung eingesetzt.

## Verwendung bei der Feuerwehr

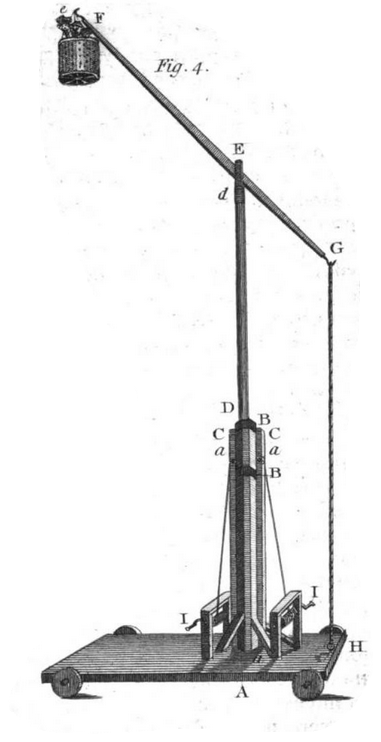
Nicholas Collin entwarf eine Konstruktion mit Rettungskorb, 1799

Die Geschichte des Rettungskorbs geht mindestens bis in das späte 18. Jahrhundert zurück: Johann Heinrich Moritz von Poppe beschrieb, es „soll in Paris gebräuchlich“ sein, einen Tragkorb an „tüchtigen Seilen“ aus den Fenstern links und rechts des brennenden Gebäudes vor das Fenster der zu Rettenden zu ziehen. Dies setzt aber voraus, dass ausreichend hohe Nachbargebäude vorhanden sind. Mehrere Engländer, Deutsche und Franzosen entwarfen daher transportable Rettungs-Maschinen, um Menschen aus den oberen Stockwerken brennender Häuser zu retten. Sie waren womöglich von den Maschinen zur Warenverladung wie Kran oder Kranich inspiriert. Beispielsweise beschrieb der in Philadelphia lebende schwedische Pfarrer Nicholas Collin (1746–1831) im Jahr 1799 eine Konstruktion aus Balken, Hebeln und Seilen, an der ein Rettungskorb für vier Personen hing (siehe Bild). Ein 1808 von der Hamburgischen Gesellschaft zur Beförderung der Künste und nützlichen Gewerbe ausgeschriebener Wettbewerb erbrachte sieben publikationswürdige Entwürfe, unter anderem präsentierte Johann Christian Hellbach einen

„Rettungskorb, von Weiden geflochten, und aussen mit Asbest oder anderer Leinwand (die mit einem Brey aus Lehm, und Alaun- oder Salz- oder Pottaschen-Wasser bestrichen sein muss) beschlagen, der von dem brennenden Gebäude mit Hülfe einer hier anzubringenden […] Vorrichtung an einem Seile auf- und abgezogen wird.“

Allerdings sei wegen des benötigten Personals und der schwierig anzubringenden Vorrichtung an eine „schleunige Rettung […] nicht zu denken“. Johann Heinrich Moritz von Poppe erwähnte 1837 eine Vielzahl solcher „Feuerrettungsmaschinen“, bestehend aus Schiebleitern, stapelbaren Gestellen oder

„einer Art Krahn, mit langem Schnabel, der eine horizontale und vertikale Bewegung erlaubte und sich nach jeder Stelle eines Hauses hinbewegen ließ, mit Rollen und Seilen, woran Rettungskörbe hingen u.s.w. Eine der besten darunter ist die vor etlichen zwanzig Jahren von Hochstetter zu Frankfurt am Main erfundene, wo, mittelst einer schräg gezahnten Vorrichtung auf beiden Seiten und zweier hineinfallender Sperrhaken, durch Hülfe einer Winde eine Leiter auf der anderen emporgeschoben, und dann auch darauf wieder ein sicherer Rettungskasten zum Einsteigen der Nothleidenden hinaufgezogen werden kann.“

Diese Maschinen konnten sich nicht durchsetzen, und im 1877 erschienenen Standardwerk Das Feuerlöschwesen in allen seinen Theilen von Conrad Dietrich Magirus werden sie nicht erwähnt, sondern stattdessen diverse trag- und fahrbare Leitern oder der „unübertreffliche“ Rettungsschlauch.

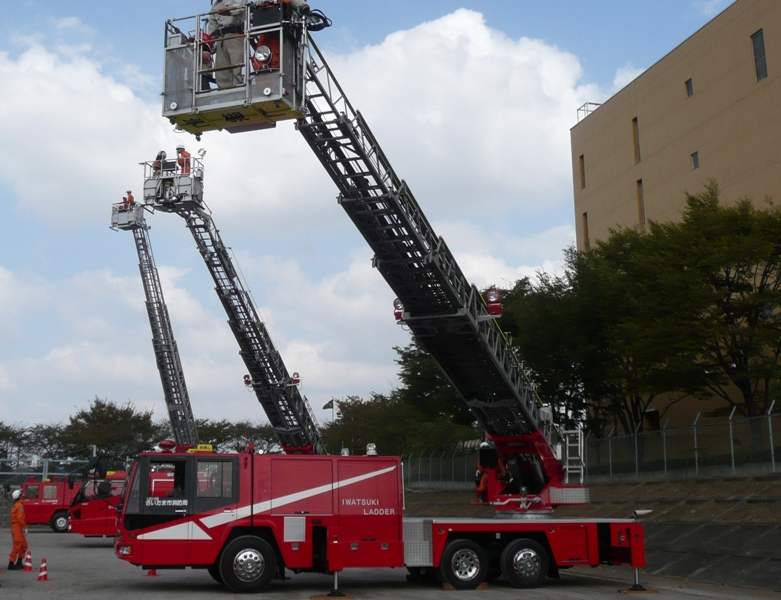
Teilweise ausgefahrene Drehleitern mit Korb

Eine Renaissance für die moderne Feuerwehrausrüstung erlebte der Rettungskorb in den 1960er Jahren durch die Einführung von Hubrettungsfahrzeugen wie dem Teleskopmast (erstmals 1958 in Chicago). Dieser hatte gegenüber der reinen Drehleiter Vorteile bei der Rettung gehbehinderter oder ängstlicher Personen – allerdings den Nachteil, dass keine kontinuierliche Menschenrettung möglich ist. Als Verknüpfung der Vorteile wurden Mitte der 1960er Jahre Rettungskörbe vorgestellt, die am obersten Leiterelement eingehängt werden können (Drehleiter mit Korb, abgekürzt DLK) – erste Experimente dazu hatte es bei Metz bereits in den 1930ern gegeben.
Die Rettungskörbe dienen als Arbeitsbühne, der Menschenrettung, der Brandbekämpfung, der Klettersicherung von Einsatzkräften, der Montage von Beleuchtungseinrichtungen und Wenderohren. Zur Erhöhung der Traglast der Leiter kann der Korb abgenommen werden. Moderne Drehleiterkörbe verfügen über eine Traglast von bis zu 500 kg und sind „zwangsgesteuert“: Das Steuerungssystem sorgt dafür, dass der Korbboden stets waagerecht bleibt. Zum Transport von Verletzten kann am Korb eine Trage befestigt werden. Im Vergleich zu den um 1800 konzipierten Feuerrettungsmaschinen kann der Rettungskorb sehr schnell eingesetzt werden. Die Rüstzeit, also das Abstützen des Fahrzeugs und das Drehen und Ausfahren des Leiterparks auf maximale Rettungshöhe, darf nach der DIN EN 14043 bei einer 30 Meter langen Drehleiter mit Stülp- oder Klappkorb höchstens 140 Sekunden betragen, tatsächlich liegen sie bei etwa einer Minute. Muss der Korb angebaut werden, sind 180 Sekunden gestattet. Für Teleskopmasten ist die maximale Rüstzeit höhenabhängig, bei 30 Metern beträgt sie gemäß DIN EN 1777 150 Sekunden. Die Körbe haben dazu beigetragen, dass Drehleitern als vielseitiges Arbeitsgerät für die unterschiedlichsten Aufgaben eingesetzt werden.

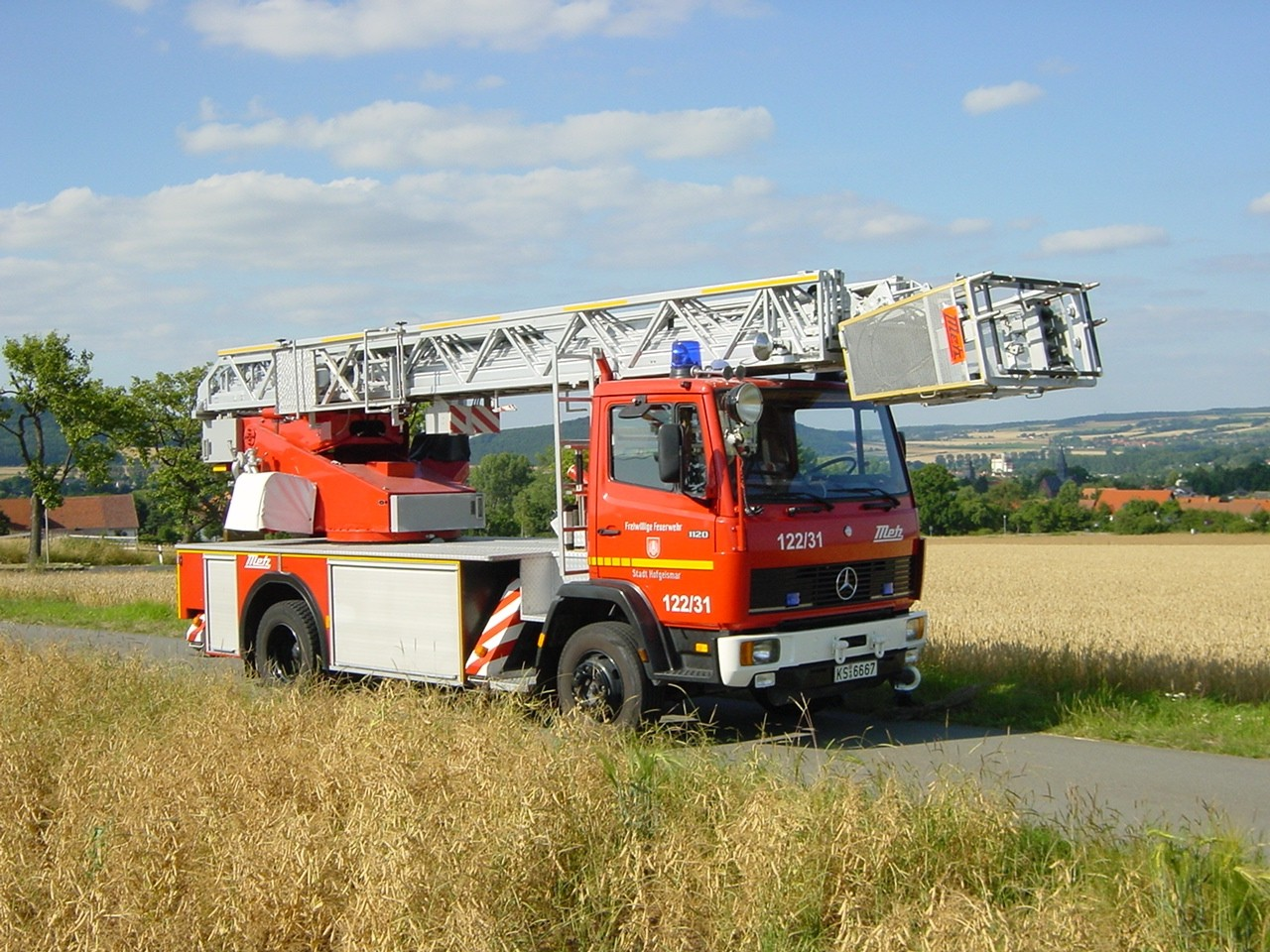
Drehleiter mit eingeklapptem Korb
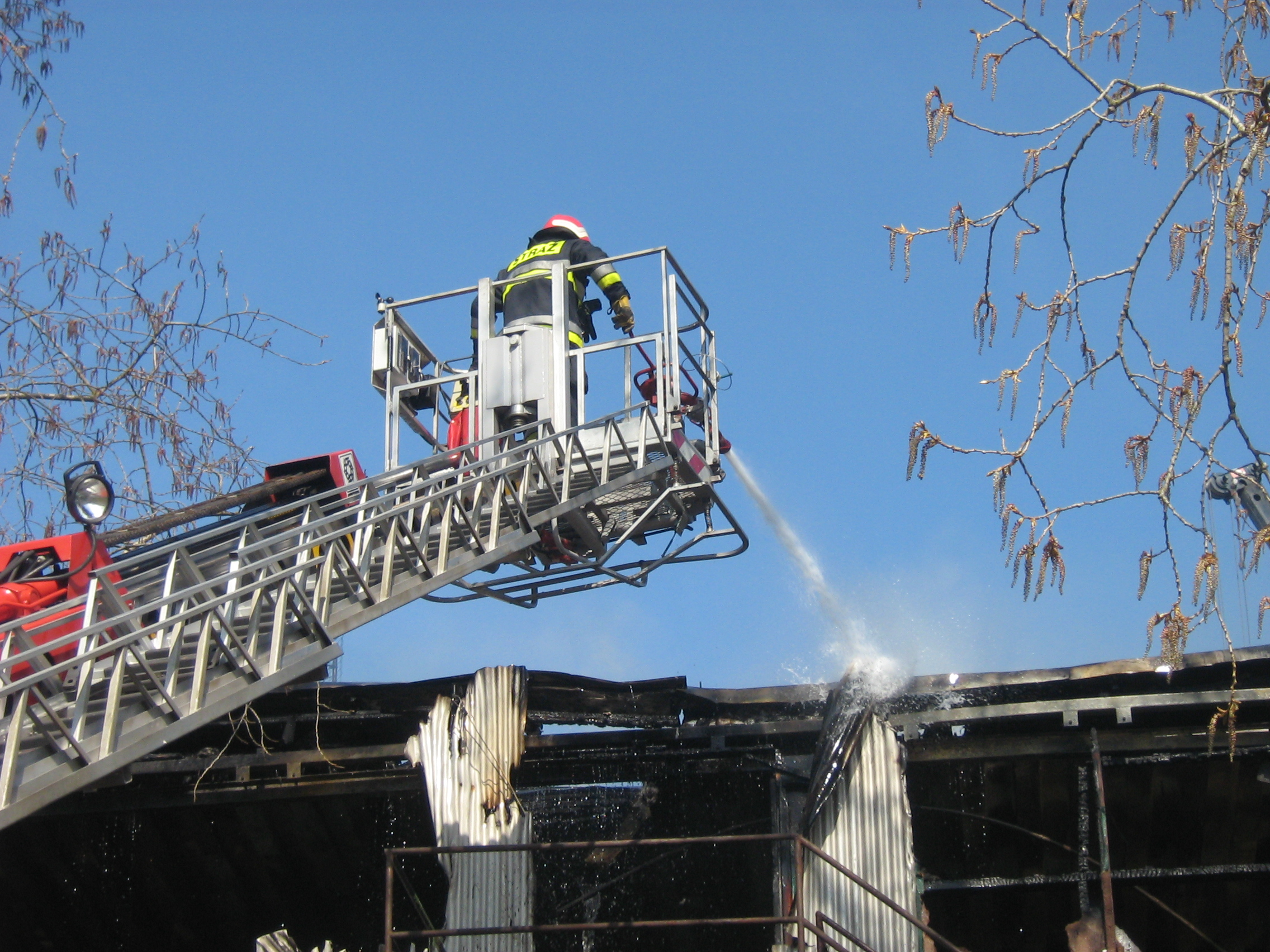
Brandbekämpfung mit Wenderohr
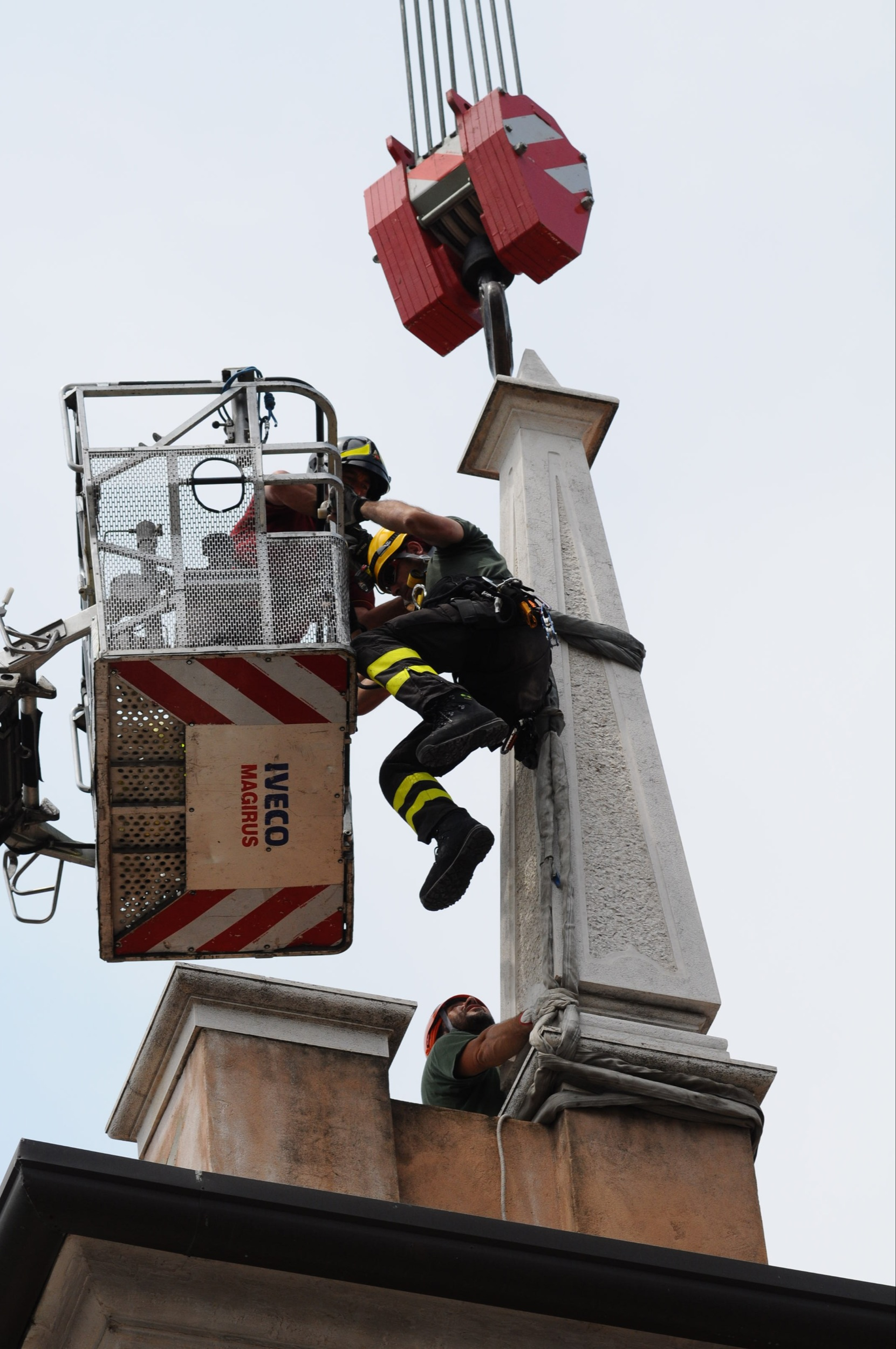
Einsatz für Sicherungsarbeiten nach einem Erdbeben
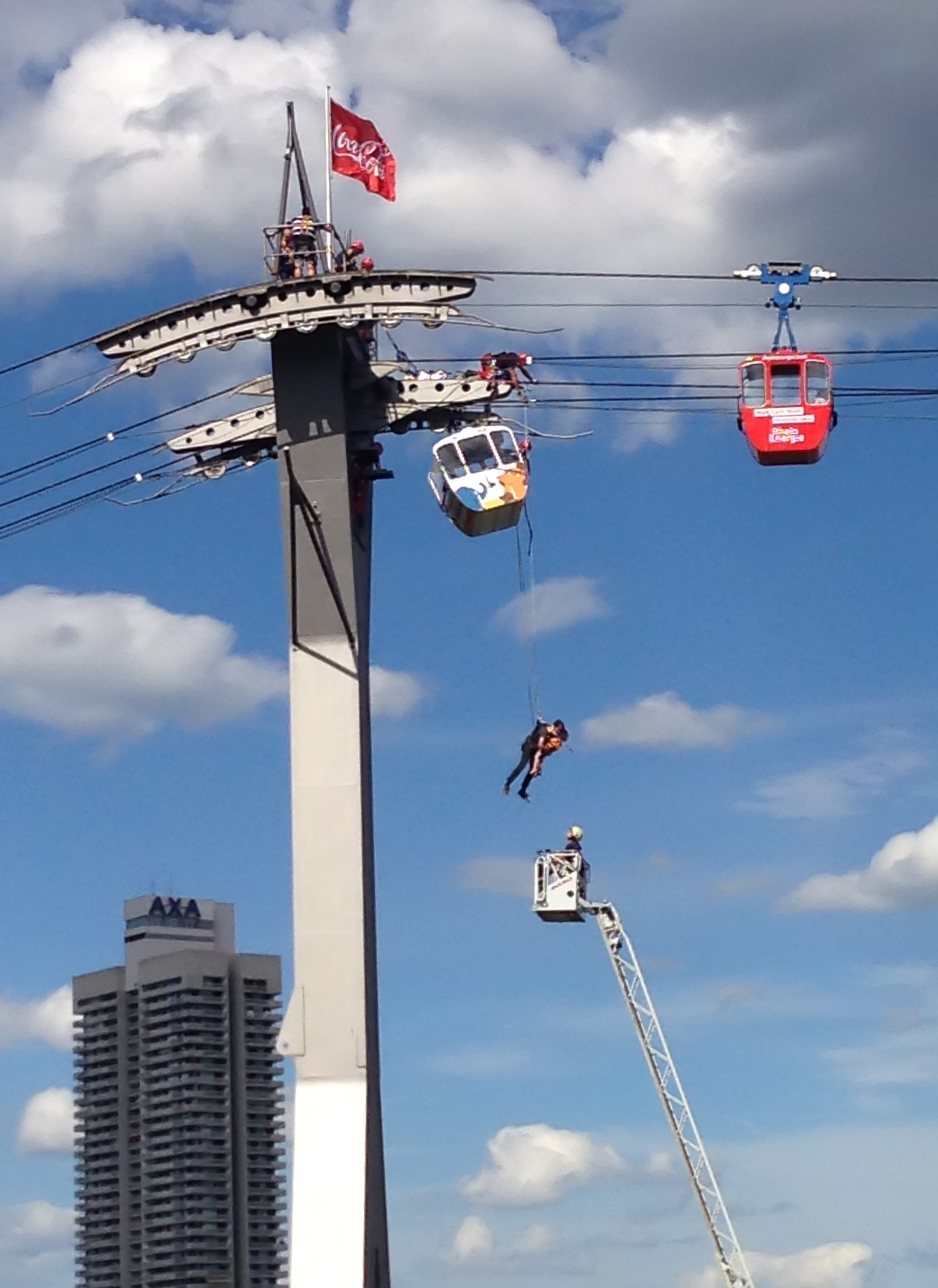
Bergung von Fahrgästen aus einer havarierten Gondel der Kölner Seilbahn
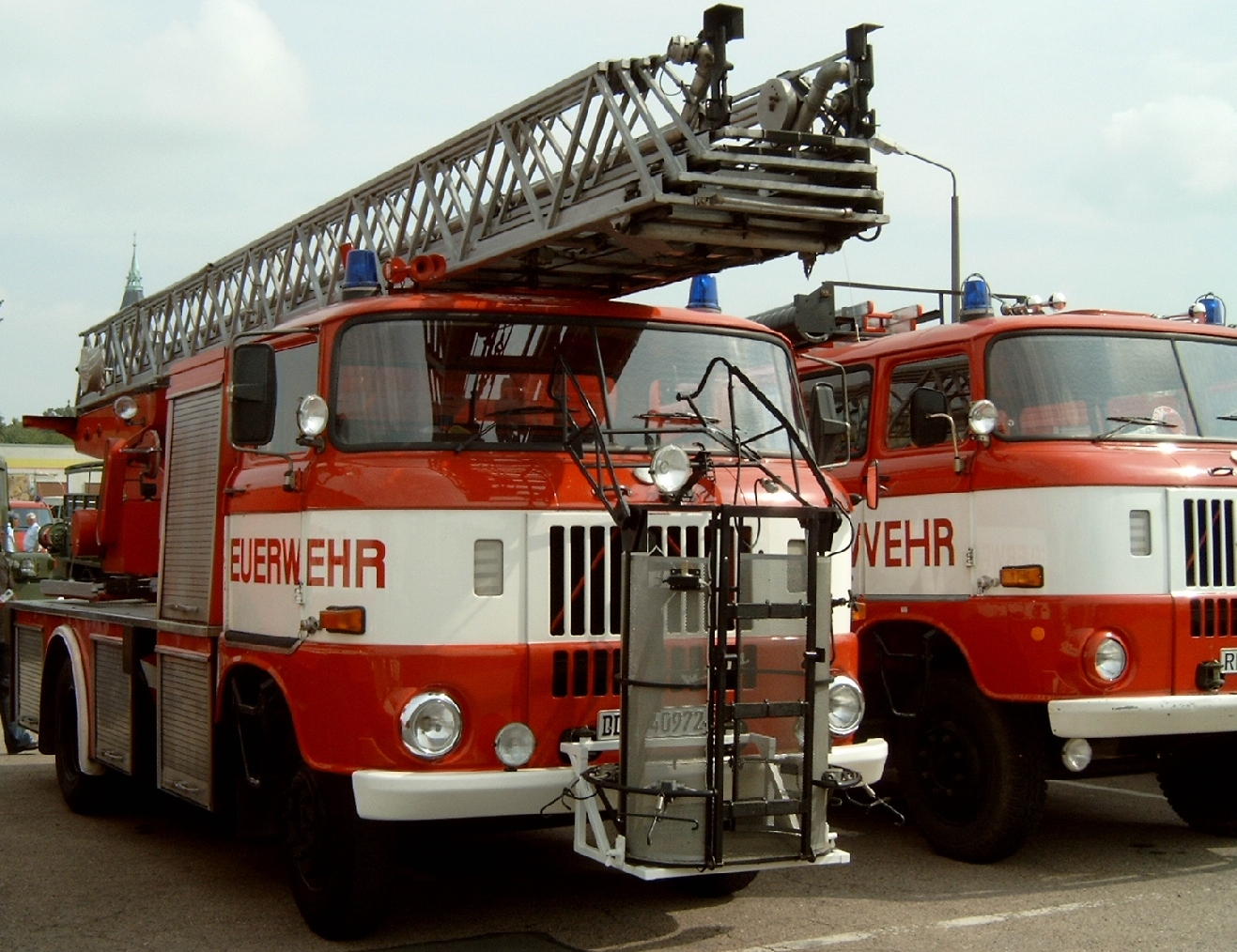
Drehleiter aus der DDR mit einhängbarem Einmannkorb
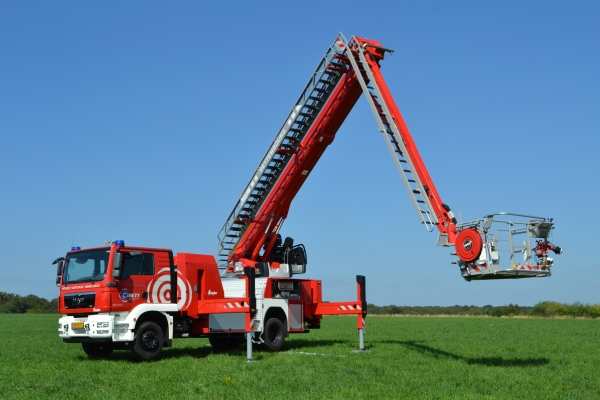
Teleskopmast mit Rettungskorb

## Menschenrettung auf See, aus der Luft und unter Tage

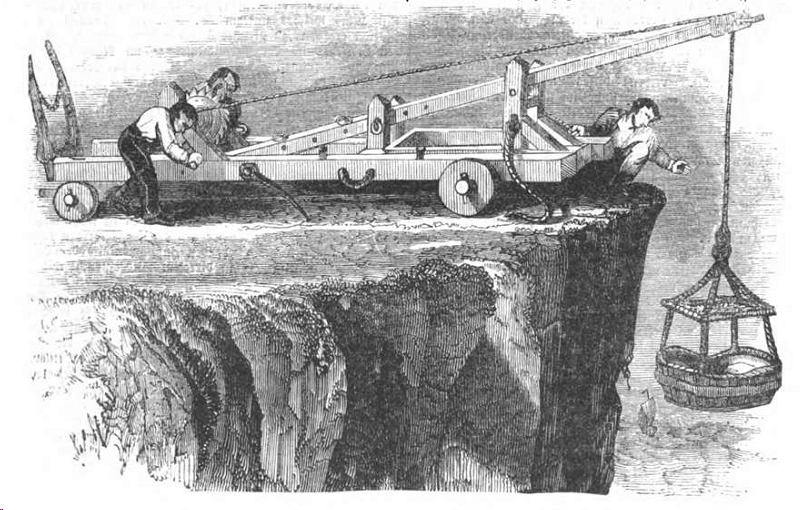
Johnson’s „Klippenkrahn“, Illustrirte Zeitung 1843

Rettungskörbe werden auch für die Rettung aus Seenot eingesetzt. 1843 zeichnete die Royal Society of Arts zwei Kräne der Herren Johnson und Harrison aus, mit denen Menschen an Steilküsten geborgen werden konnten. Ein Kran von Johnson wurde von der Royal Humane Society 1843 zur Menschenrettung eingesetzt. Lange Spitzen wurden in den Boden gestoßen, um den länglich flachen Wagen an der Steilküste zu sichern, und der geflochtene Korb zu den Schiffbrüchigen ins Wasser herabgelassen. In Folge der Untergänge der Reliance im November 1842 und des Conquerer im Januar 1843 vor der französischen Küste wurden beispielsweise in der Illustrirten Zeitung Forderungen nach besserer Ausrüstung zur Seenotrettung in Deutschland erhoben, wobei unter anderem auf den in England erprobten „Klippenkrahn“ von J. Johnson verwiesen wurde.
Heute werden auf Schiffen für Mensch-über-Bord-Manöver spezielle Körbe mitgeführt, die mit einem Kran ins Wasser gelassen werden und aufgrund von Schwimmkörpern nur teilweise eintauchen, so dass sie leicht bestiegen werden können. Ähnliche Körbe kommen bei Schiffbruch an der Seilwinde von SAR-Hubschraubern zum Einsatz.
In den Bergen werden bei Bergunfällen Rettungskörbe an Hubschraubern für die Luftrettung eingesetzt, außerdem verfügen Seilbahnen für die Evakuierung der Gondeln über spezielle, korbförmige Bergungswagen.
Gemäß der berufsgenossenschaftlichen Regeln müssen für die Bergung von Verletzten aus Schiffsladeräumen oder anderen schwer zugänglicher Räumen mittels Kran oder anderen Tragmitteln Rettungskörbe vorgehalten werden. Bei Grubenunfällen unter Tage wird ein Rettungskorb wie die Dahlbusch-Bombe an einer Seilwinde herabgelassen.

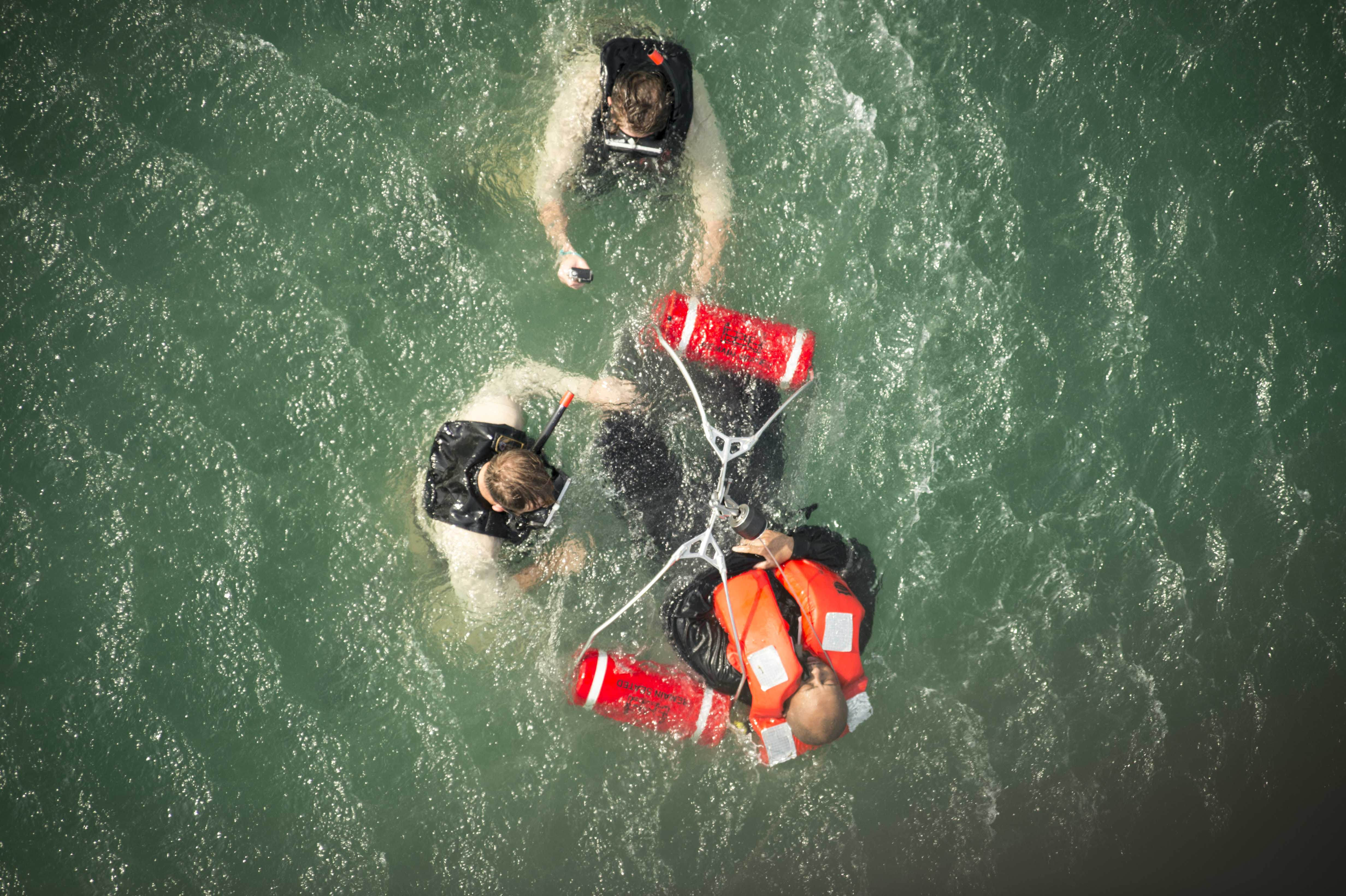
Einstieg in einen Korb im Wasser
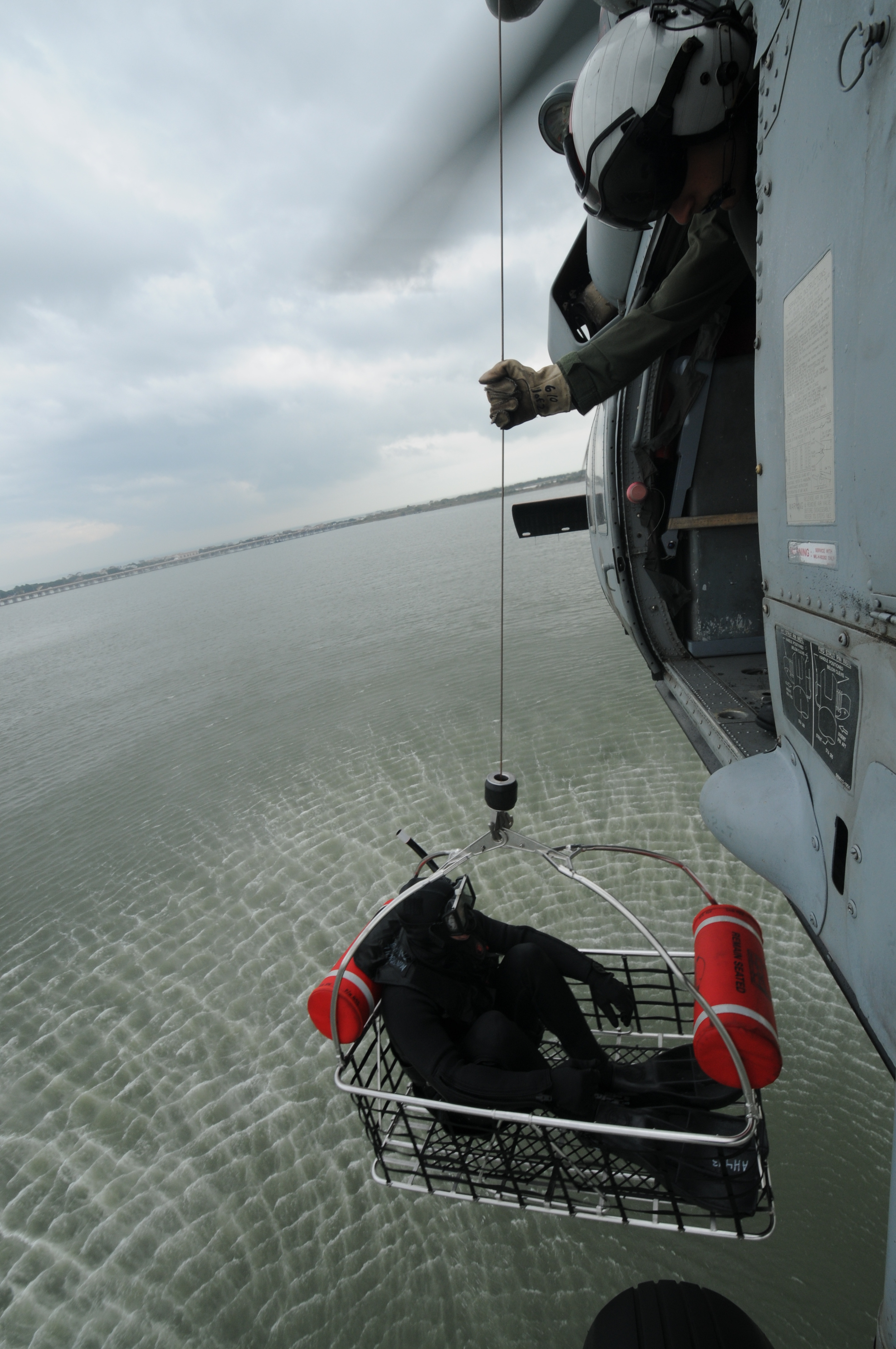
Rettungskorb mit Schwimmkörpern an einem Helikopter
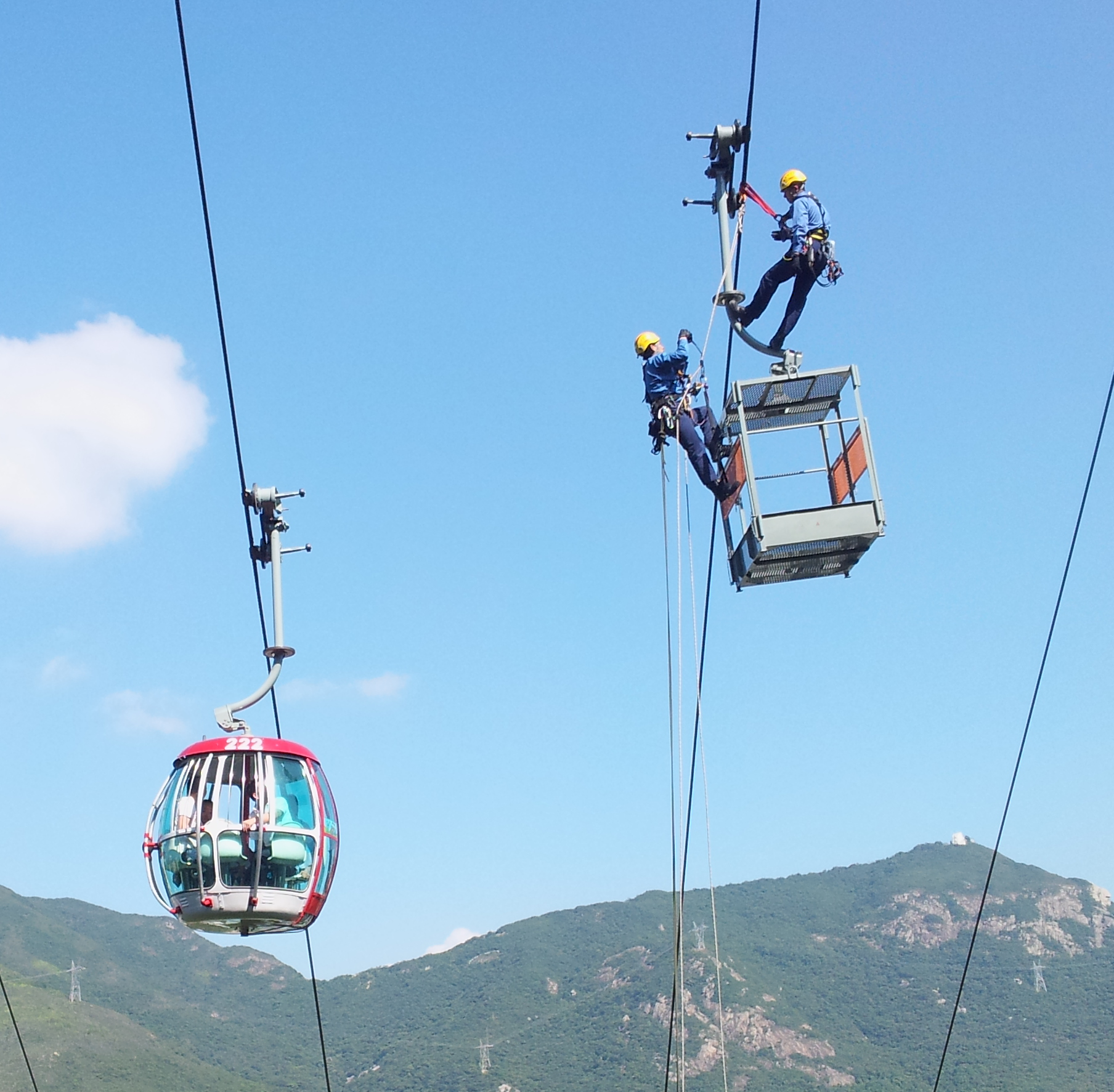
Bergungskorb an einer Seilbahn
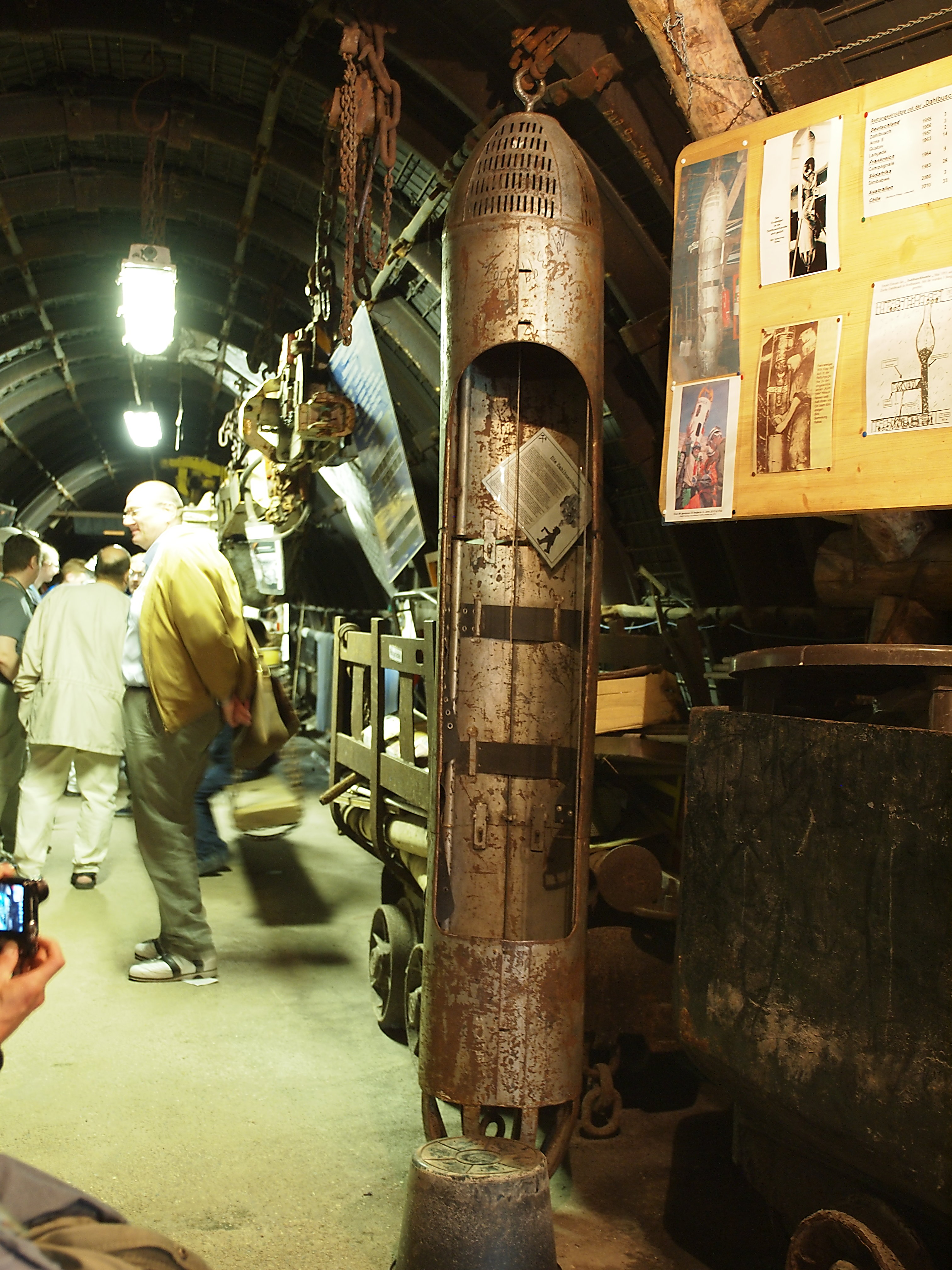
Dahlbusch-Bombe zur Evakuierung unter Tage